# Louisiadblomsterpickare
Louisiadblomsterpickare (Dicaeum nitidum) är en fågel i familjen blomsterpickare inom ordningen tättingar.

## Utbredning och systematik
Louisiadblomsterpickare delas in i två underarter:
- Dicaeum nitidum nitidum – förekommer på Louisiaderna (öarna Vanatinai och Misima)
- Dicaeum nitidum rosseli – förekommer på Rossel (Louisiaderna)

## Status
IUCN kategoriserar arten som livskraftig.